# Enigma-H

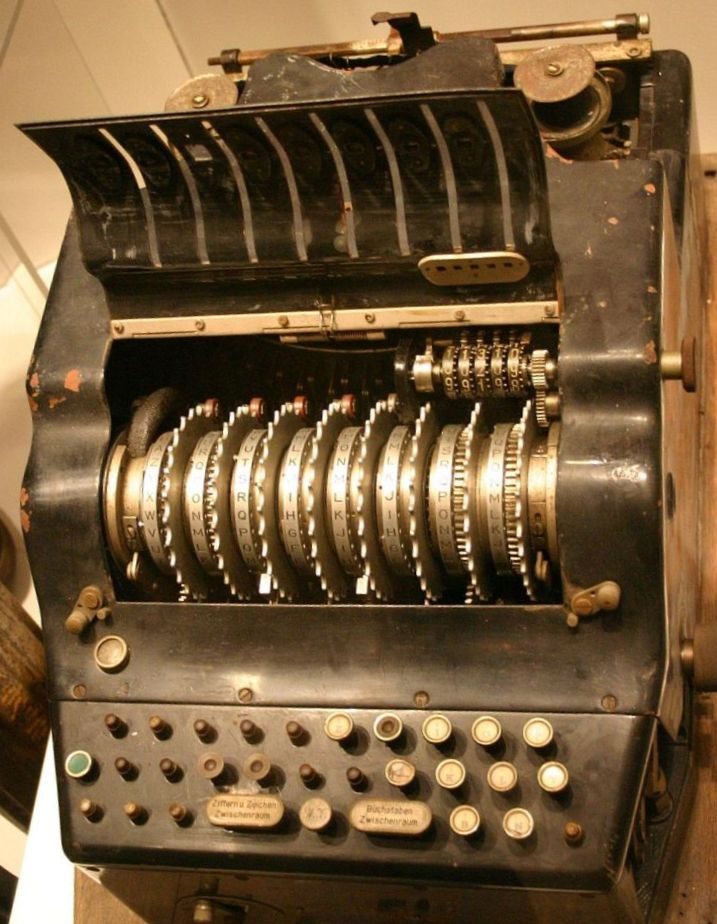
Enigma Modell H (1929)

Bei der Enigma-H (auch: Enigma H oder Enigma Modell H; militärische Bezeichnung: Enigma II) handelt es sich um ein frühes Modell der Rotor-Schlüsselmaschine Enigma.

## Geschichte
In der langen Geschichte der unterschiedlichen Enigma-Modelle war die im Jahr 1929 eingeführte Enigma-H chronologisch gesehen das neunte Modell (siehe auch: Stammbaum der Enigma unter Weblinks). Zugleich war sie die letzte der „schreibenden Enigma-Chiffriermaschinen“ und steht damit in direkter Nachfolge der beiden früheren Enigma-Maschinen, der „Handelsmaschine“ von 1923 und der „Schreibenden Enigma“ von 1924. Die Enigma-H wurde im Zeitraum von 1929 bis 1931 in relativ geringer Stückzahl durch die Chiffriermaschinen AG gefertigt und von der Reichswehr der Weimarer Republik eingesetzt. Sie wurde von ihr, wie später auch von der Wehrmacht, als Enigma II (sprich: „Enigma zwei“) bezeichnet. Aufgrund ihres hohen Gewichts (ca. 50 kg), ihrer sperrigen Abmessungen (650 mm × 450 mm × 380 mm) und auch wegen ihres hohen Preises von 8000 ℛℳ (ca. 36.000 €) bis 12.000 ℛℳ  (ca. 53.000 €), fand sie wenig Verwendung und wurde bald durch die deutlich handlichere, leichtere und preiswertere Enigma I (sprich: „Enigma Eins“) verdrängt, die sich für militärische Anwendungen als die Standard-Maschine etablierte.
Die Tastatur der Enigma-H verfügt über eine Doppelbelegung der einzelnen Tasten, sowie über eine Umschaltmöglichkeit zwischen „Ziffern und Zeichen“ sowie „Buchstaben“:
```
Q   W   E   R   T   Z   U   I   O   P
  A   S   D   F   G   H   J   K   L   Y
X   C   V    Z&Z   W.T.   Bu    B   N   M

```

Die Enigma-H weist eine kryptographische Besonderheit auf, die sie vor allen anderen Enigma-Modellen, auch den späteren, auszeichnet. Dies ist die Verwendung von acht nebeneinander fest angeordneten (nicht austauschbaren) Walzen und einen allein durch die Walzenstellung einstellbaren Schlüsselraum von mehr als 200 Milliarden. Im Vergleich dazu wirken die bekannten nur 17.576 Walzenstellungen der Enigma I geradezu lächerlich wenig. Zudem verfügte die Enigma-H über keine Umkehrwalze, hatte also auch nicht deren kryptographische Schwächen. Hätte man diese Grundkonstruktion mit acht (statt nur drei) Walzen auf die Enigma I übertragen und zusätzlich wie dort die Lage der Walzen austauschbar gestaltet, hätte dies bei acht Walzen 8! = 40.320 Walzenlagen (statt nur 60 der Enigma I) und in Kombination mit den Walzenstellungen einen kryptographisch wirksamen Schlüsselraum von 8.419.907.243.704.320 (mehr als acht Billiarden oder knapp 53 bit) ergeben. Im Vergleich zu den nur gut eine Million (etwa 20 bit) kryptographisch wirksamen Möglichkeiten der tatsächlich realisierten Enigma I wäre so eine deutlich stärkere Maschine entstanden, die trotz der vielen Anwendungs- und Verfahrensfehler auf deutscher Seite und des gigantischen Aufwands auf britischer Seite vermutlich nicht hätte gebrochen werden können. Der Erfinder der Enigma, Arthur Scherbius, hatte in seinem grundlegenden Patent vom 23. Februar 1918 bereits zehn Walzen und die (ohne Walzenaustausch) daraus resultierenden rund 100 Billionen Schlüssel angegeben, außerdem keine Umkehrwalze, sondern einen Umschalter zur Einstellung von Ver- und Entschlüsselung, sowie eine über Getriebe einstellbare unregelmäßige Weiterbewegung der Walzen vorgeschlagen. Diesem Anspruch kam die Enigma-H sehr nahe, bei der vier der acht Walzen (die inneren vier) als eigentliche Chiffrierwalzen verwendet und mithilfe der restlichen vier Walzen (der beiden jeweils links und rechts außen befindlichen) unregelmäßig weitergeschaltet werden.
Im Gegensatz zur Enigma I, von der später mehrere Zehntausend gefertigt worden sind, und schätzungsweise noch rund 200 existieren, wurden von der Enigma-H nur relativ wenige hergestellt und – soweit bekannt – hat nur ein einziges Exemplar überlebt. Dies trägt die Seriennummer H-221 und befindet sich im Militärhistorischen Museum in Budapest.